# Sport Report Liechtenstein
Sport Report Liechtenstein (kurz: Sport Report, auch Sport-Report) ist eine Zeitschrift (Magazin) und erscheint seit April 2012 in Liechtenstein (Mauren) in einer Auflage von etwa 19.500 Exemplaren mit 28 bis 72 Seiten im A4-Format, vierfarbig, zwei- bis viermal pro Jahr.

## Herausgeberin
Sport Report wird von der sports factory Liechtenstein AG, Mauren, herausgegeben.

## Inhalt
Sport Report wird in deutscher Sprache aufgelegt und beschäftigt sich mit Themen aus der Region Liechtenstein und dem Bereich Sport.

## Zielgruppe
Zielgruppen von Sport Report sind: Haushalte und Unternehmen in Liechtenstein.

## Redaktion
Die Redaktion von Sport Report wird von Wolfgang Altheide wahrgenommen. Wolfgang Altheide ist auch gleichzeitig Verwaltungsrat der Herausgeberin. Verantwortlich im Sinne des Presserechts ist Mario Frick.

## Finanzierung
Sport Report wird durch Inserate finanziert.

## Aufbau
Sport Report wird nach Bedarf z. B. wie folgt gegliedert:
- Editoral (verfasst von Mario Frick),
- Themenseiten (redaktioneller Teil und Werbung/Inserate)